# Sant'Onofrio al Gianicolo
Kostel svatého Onufria na Janikulu je klášterní komplex a kostel v Římě. Jde o kardinálský titulární kostel. V roce 1945 jej papež Pius XII. předal Řádu Božího hrobu.

## Seznam kardinálů titulářů

### Diakonie
- Jean de Lorraine (1519 - 1550)
- Innocenzo Ciocchi del Monte (1550 - 1562)
- Ludovico Madruzzo (1562 - 1569); titul pro hac vice)

### Kardinálský titul (pro kardinály - kněze)
- Philippe de Lénoncourt (1588 - 1592)
- Filippo Sega ( 1594 - 1596)
- Flaminio Piatti (1596 - 1600)
  - vakantní titul (1600 - 1604)
- Domenico Toschi (1604 - 1610)
- Maffeo Barberini (1610 - 1623)
- Francesco Barberini, diakonie pro hac vice (1623 - 1624)
- Antonio Barberini, O.F.M.Cap. (1624 - 1637)
  - vakantní titul (1637 - 1645)
- Orazio Giustiniani, C.O. 1645 - 1649)
  - vakantní titul (1649 - 1652)
- Giovanni Girolamo Lomellini (1652 - 1659 )
- Benedetto Odescalchi (1659 - 1676)
- Piero Bonsi (1676 - 1689)
- Wilhelm Egon von Fürstenberg (1689 - 1704)
  - vakantní titul (1704 - 1707)
- Orazio Filippo Spada (1707 - 1724)
- Vincenzo Petra (1724 - 1737)
  - vakantní titul (1737 - 1744)
- Francesco Landi (1744 - 1745)
  - vakantní titul (1745 - 1749)
- Giovanni Battista Mesmer (1749 - 1760)
  - vakantní titul (1760 - 1773)
- Giovanni Angelico Braschi (1773 - 1775)
- Marco Antonio Marcolini (1777 - 1782)
  - vakantní titul (1782 - 1794)
- Giovanni Battista Caprara Montecuccoli (1794 - 1810)
  - vakantní titul (1810 - 1816)
- Giovanni Battista Zauli (1816 - 1819)
  - vakantní titul (1819 - 1836)
- Luigi Frezza (1836 - 1837)
- Giuseppe Mezzofanti (1838 - 1849)
  - vakantní titul (1849 - 1852)
- Carlo Luigi Morichini (1852 - 1877)
- Francesco Saverio Apuzzo (1877 - 1880)
  - vakantní titul (1880 - 1894)
- Domenico Svampa (1894 - 1907)
- Pierre-Paulin Andrieu (1907 - 1935)
- Emmanuel Suhard (1935 - 1949)
  - vakantní titul (1949 - 1958)
- José Garibi y Rivera (1958 - 1972)
- Pio Taofinu'u, S.M. (1973 - 2006)
- Carlo Furno (2006 - 2015)
  - vakantní titul (2015 - 2023)
- Pierbattista Pizzaballa, O.F.M., od 30. září 2023